# Staket

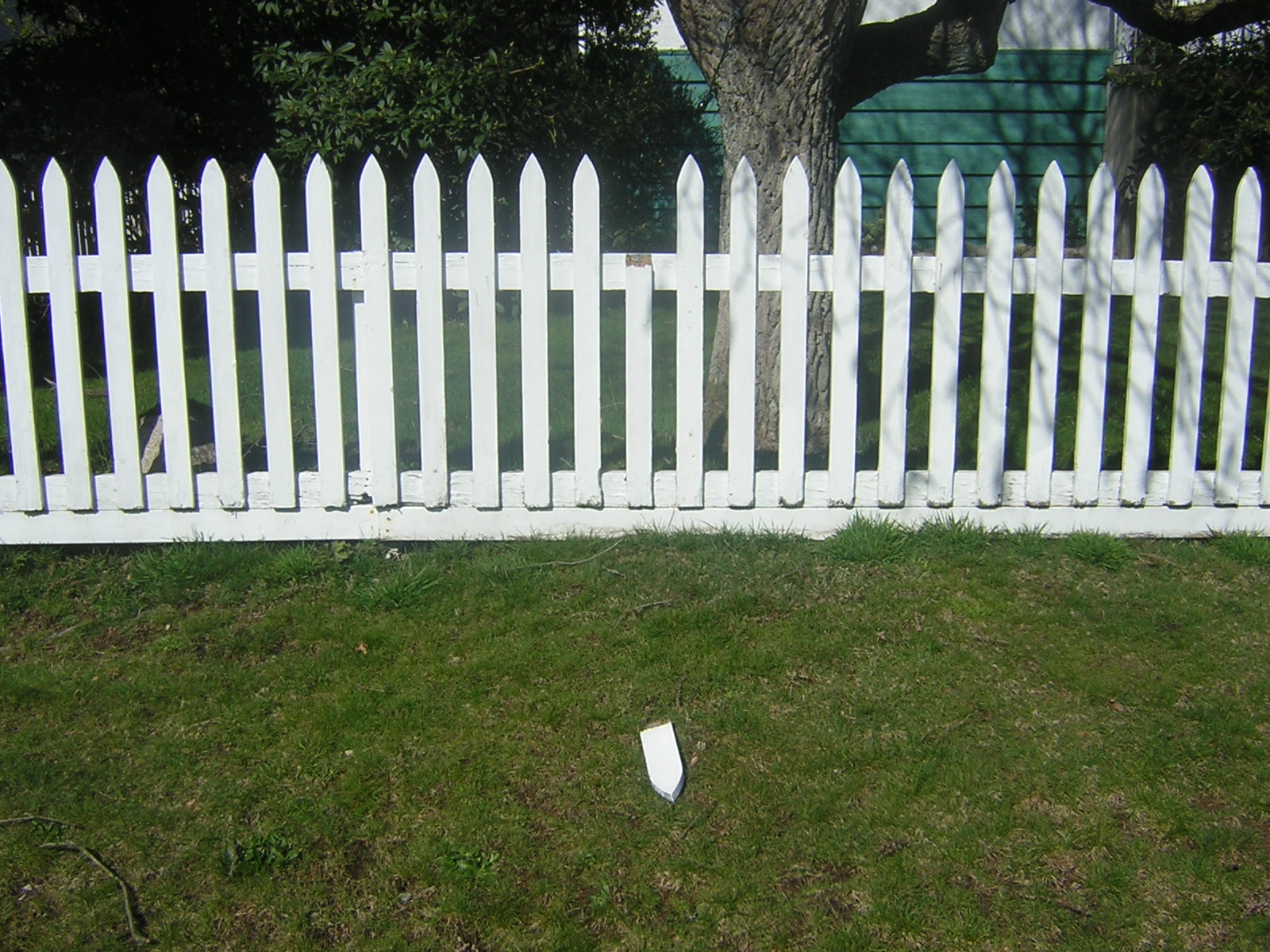
Vitt trästaket.

Ett staket är en typ av stängsel. Med staket avses ofta en relativt låg form av stängsel som mer är till för att markera en gräns än att fysiskt hindra någon från att passera. Staket omgärdar vanligen en mindre privat tomt. Undantaget från detta är dock kravallstaketet.

## Staket i Sverige
På den svenska landsbygden och i villaområden är det vanligt med röd- eller vitmålade staket av glesa träspjälor. Staket finns inom många olika områden, till exempel villastaket, gårdsstaket, staket runt inhägnader för boskap, med mera.
På Gotland kan man hitta en speciell typ av staket kallad "bandtun" som består av troder, stolp och bandar.

## Etymologi
Ordet "staket" är belagt i svenska språket sedan 1521. Ordet kommer från italienskans staccetta med samma betydelse.